# Ferdinand Poise

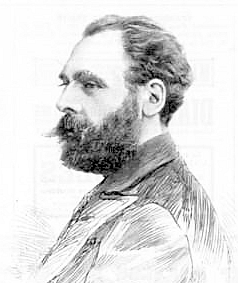
Ferdinand Poise

Jean Alexandre Ferdinand Poise (* 3. Juni 1828 in Nîmes; † 13. Mai 1892 in Paris) war ein französischer Komponist.
Poise war am Conservatoire de Paris Schüler von Adolphe Adam. 1852 gewann er den Second Grand Prix de Rome. 1853 debütierte er als Komponist mit der Opéra comique Bonsoir, Voisine, die in den nächsten Jahren in Belgien, Holland und Deutschland und in deutscher Übersetzung 1859 am Carltheater in Wien unter dem Titel Jungfer Nachbarin aufgeführt wurde.
Im Gegensatz zu Offenbach und Lecocq wandte sich Poise nicht der Operette zu, sondern setzte die Tradition der Opéra comique seines Lehrers Adam fort. Für zwei seiner Opern lieferte Alphonse Daudet das Libretto, ansonsten war sein Librettist Charles Monselet, der für ihn Stoffe u. a. von Molière und Pierre Carlet de Marivaux bearbeitete.
Gemeinsam mit Louis Clapisson, François-Auguste Gevaert, und Auguste Bazille komponierte er die einaktige Operette La Poularde de Caux, die 1861 am Théâtre du Palais-Royal aufgeführt wurde.

## Werke
- Bonsoir, Voisine (Libretto von Arthur de Beauplan, Léon-Lévy Brunswick), UA 1853
- Les Charmeurs (Libretto von Adolphe de Leuven nach Charles-Simon Favart: „Les Ensorcelés ou Jeannot et Jeannette“), UA 1855
- Le Thé de Polichinelle (Libretto: Edouard Plouvier), UA 1856
- Le Roi Don Pèdre (Libretto: Eugène Cormon, Eugène Grangé), UA 1857
- Le Jardinier galant (Libretto: Adolphe de Leuven, Paul Siraudin), UA 1861
- Les Absents (Libretto: Alphonse Daudet), UA 1864
- Jean Noël (Libretto: Ernest Dubreuil)
- Le Corricolo (Libretto: Eugène Labiche, Delacour) UA 1868
- Les Deux Billets (Libretto: Jean-Pierre Claris de Florian), UA 1870
- Les Trois Souhaits (Libretto: Jules Adenis), UA 1873
- La Surprise de l'amour (Libretto: Charles Monselet nach Pierre Carlet de Marivaux), UA 1877
- La Cigale et la fourmi (Libretto: Alexandre Beaumont nach Jean de La Fontaine),
- La Dame de compagnie (Libretto: Alexandre Beaumont)
- L'Amour médecin (Libretto: Charles Monselet nach Molière), UA 1880
- La Reine d'une heure (Libretto: Alexandre Beaumont)
- Joli Gilles (Libretto: Charles Monselet), UA 1884
- Le Médecin malgré lui (nach Molière), UA 1887
- Carmosine, UA 1928